# Gustav-Meyrink-Straße 8 (München)

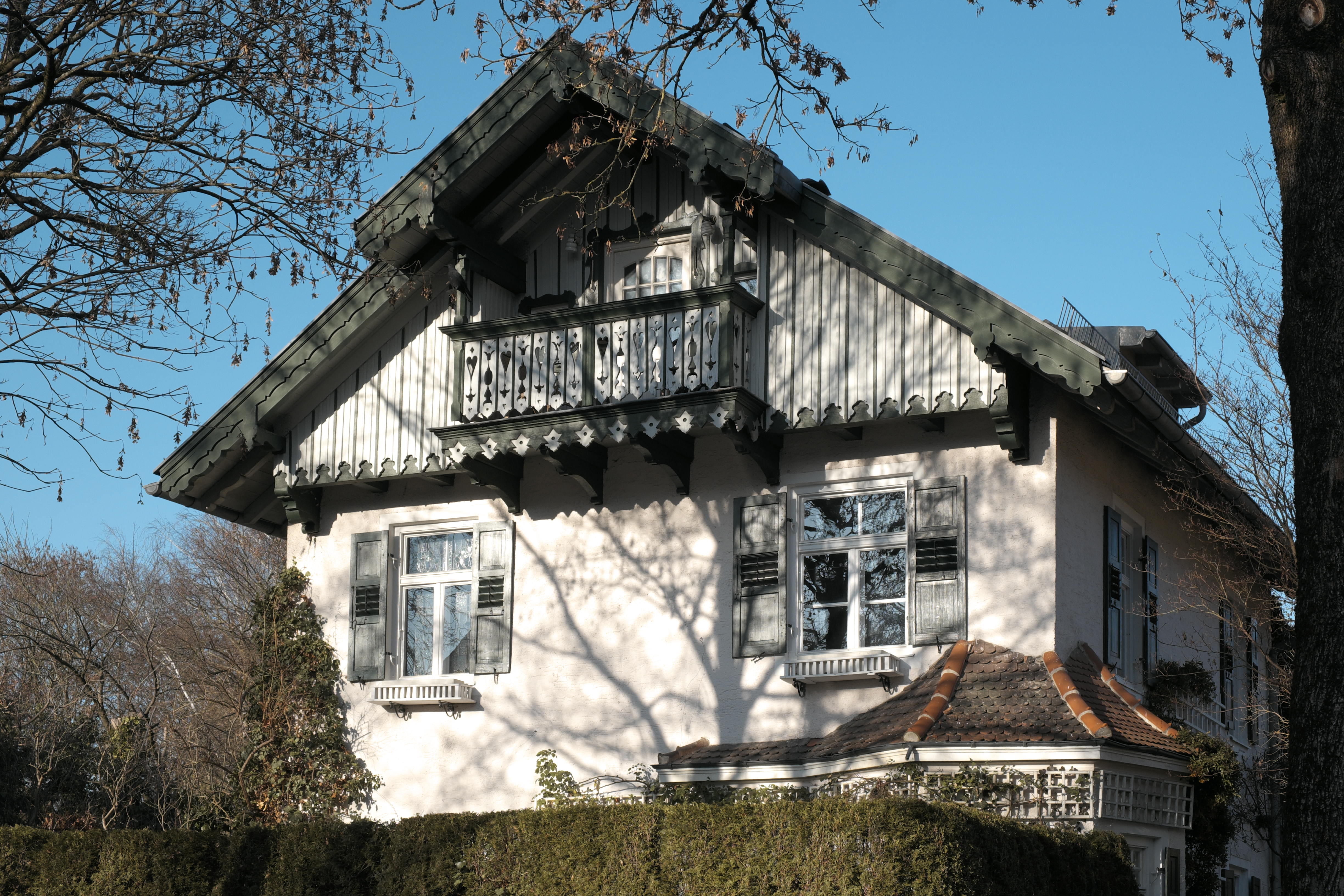
Haus Gustav-Meyrink-Straße 8

Das Haus Gustav-Meyrink-Straße 8 im Stadtteil Obermenzing der bayerischen Landeshauptstadt München wurde 1900 errichtet. Die Villa in der Gustav-Meyrink-Straße ist ein geschütztes Baudenkmal.
Die Villa im Landhausstil mit alpenländischen Anklängen besitzt einen erdgeschossigen, polygonalen Eckerker. Das Gebäude wurde 1988/89 saniert und mit einem rückwärtigen Mehrfamilienhaus zusammengekoppelt.